# Bầu cử tổng thống Nigeria, 2011
Bản mẫu:Chính trị Nigeria
Một cuộc bầu cử tổng thống được tổ chức tại Nigeria ngày 16 tháng 4 năm 2011, bị trì hoãn từ ngày 9 tháng 4 năm 2011. Theo sau bầu cử là cuộc tranh cãi về việc liệu một tín hữu Hồi giáo hay Thiên Chúa giáo nên được phép trở thành tổng thống cho thấy truyền thống giữ chức luân phiên giữa các tôn giáo và theo sau cái chết của Umaru Yar'Adua, một tín hữu Hồi giáo, và Goodluck Jonathan, một Kitô hữu, trở thành tổng thống lâm thời.
Theo sau bầu cử, bạo động quy mô lớn xảy ra ở miền bắc quốc gia. Goodluck Jonathan được tuyên bố chiến thắng ngày 19 tháng 4.